# Іван Бешофф
Іван Бешов також Іван Бешофф (англ. Ivan Beshoff; 1885, Херсонська губернія, Російська імперія — 25 жовтня 1987, Дублін, Ірландія) — учасник повстання на панцернику «Князь Потьомкін-Таврійський», засновник мережі закусочних Beshoffs в Ірландії.

## Біографія
Точна дата народження невідома: сам Іван Бешов стверджував, що народився в 1882 році, проте в збереженій метриці стоїть 1885 рік. Через це зустрічається і два варіанти віку, в якому Бешов помер: 102 або 104 року. 
Народився Бешов в містечку за 5 км від Одеси в Херсонській губернії Російської імперії в родині судді.
Після участі в повстанні на панцернику «Князь Потьомкін-Таврійський» в 1905 році відмовився повертатися в Росію і залишився в Румунії, владі якої здався бунтівний броненосець. У 1906 році за підробленими документами виїхав в Туреччину, звідки далі пройшов у Велику Британію та Ірландію, прямуючи до сестри в США.

### Життя в Ірландії
Але в Ірландії його затримали за підозрою в шпигунстві і посадили до в'язниці. Після виходу з в'язниці вирішив залишитися в Ірландії і почав працювати в компанії Russian Oil Products. Однак незабаром компанія збанкрутувала, і в 1922 році Бешов вирішив відкрити власну закусочну в Дубліні, яка поклала початок цілої мережі закусочних fish'n'chips.
Іван був одружений і мав в Ірландії дітей. Його внук Джон Бешофф стверджує, що дід тричі побував в Радянському Союзі, прожив від 104 до 106 років (в залежності від того, який рік народження вважати правильним) і, хоч і відійшов від справ в 82 роки, до кінця життя залишався активним.
Зараз Beshoffs - одна з найбільш відомих мереж рибних ресторанів в Дубліні. 
Помер Іван Бешов в Дубліні 25 жовтня 1987 года, проживши більше ста років. 